# Cliff Harris
Cliff Harris é um ex-jogador profissional de futebol americano estadunidense.

## Carreira
Cliff Harris foi campeão da temporada de 1977 da National Football League jogando pelo Dallas Cowboys.